# В. Зимулин (алкогольная фирма)
В. Зимулин — это фирма, занимавшаяся в дореволюционной России производством и продажей алкогольной продукции. Наибольшую известность фирме принесла тара — расписные графины.

## История
В 1900 году Василий Федорович Зимулин вместе с двумя партнёрами организовал товарищество «В. Зимулин и К». Получив промысловое свидетельство, бывший крестьянин начал торговать виноградными винами в магазине на Никольской улице.
Товарищество поставляло продукцию ко Двору Его Императорского Величества и ко двору царя Болгарии.
В 1913 году фирмы выпустила в честь празднования 300-летия Дома Романовых выпустил коньяк «Юбилейный русский». На этикетке был размещён портрет царя Михаила Фёдоровича и указаны даты 1613—1913. Бутылки были защищены от подделок специальным жетоном с изображением портрета царя. Впоследствии выяснилось, что коньяк был выпущен без специального разрешения.
В 1909 году оборот фирмы составлял 300 тысяч рублей.

## Награды
На Всемирной выставке в 1904 году коньяк «Экстра» фирмы Зимулина был удостоен гран-при.